# کنترل خودکار
کنترل خودکار یا کنترل اتوماتیک (به انگلیسی: Automatic control) علمی است که هدف آن کنترل یک یا چند متغیر دینامیکی، الکتریکی، حرارتی، سیالاتی، شیمیایی، اقتصادی و … است.
کنترل خودکار یا اتوماتیک نقشی حیاتی در پیشرفت علوم داشته‌است. این نوع کنترل علاوه بر نقش عمده اش در سیستمهای فضاپیما، هدایت موشک، روباتها و نظایر آن بخش جدایی ناپذیر و مهم فرایندهای تولیدی وصنعتی امروز است. کنترل خودکار در کنترل عددی ماشین‌ابزارها، طراحی هواپیماهای بی سرنشین و طراحی خودروهای سبک و سنگین، در صنعت خودروسازی بسیار ضروری است. بالاخره در عملیاتی همچون کنترل فشار، دما، رطوبت، غلظت، و حرکت سیالات، کنترل خودکار بسیار مورد توجه است.

## مباحث اصلی کنترل اتوماتیک
- مقدمه ای بر سیستم‌های کنترل
- مدلسازی سیستم‌های دینامیکی و حرارتی و سیالاتی
- تحلیل پاسخهای گذرا و ماندگار
- تحلیل مکان هندسی ریشه‌ها
- طراحی سیستم‌های کنترل به روش مکان هندسی ریشه‌ها
- تحلیل پاسخ فرکانس
- طراحی سیستم‌های کنترل به روش پاسخ فرکانس
- سیستمهای کنترل با دو درجه آزادی
- تحلیل سیستم‌های کنترل در فضای حالت
- طراحی سیستم‌های کنترل در فضای حالت

## انواع سیستم‌های کنترل
- سیستم‌های هیدرولیکی و نیوماتیکی
- سیستم‌های ترمودینامیکی و حرارتی
- سیستم‌های ارتعاشی و دینامیکی
- سیستم‌های الکتریکی و الکترونیکی
- سیستم‌های فرایندی و شیمیایی

## کنترل مدار-باز و کنترل مدار بسته (پس‌خور یا فیدبک)
به صورت پایه ای دو گونه اصلی کنترل وجود دارد: کنترل مدار-باز و کنترل مداربسته پس‌خور (فیدبک)
در کنترل مدار-باز عمل کنترلی مستقل از "خروجی فرآیند" است. یک مثال خوب آن کنترل دیگ آب گرم در سیستم گرمایش مرکزی است که توسط یک تایمر کنترل می‌شود، که در آن گرما به صورت ثابت، بدون توجه به دمای ساختمان، برای یک زمان خاص اعمال می‌شود. (عمل کنترلی روشن و خاموش کردن دیگ است. خروجی فرایند دمای ساختمان است)
در کنترل مدار-بسته، عمل کنترلی به خروجی فرایند وابسته است. در مثال دیگ آب گرم، در این حالت کنترلی یک ترموستات در هر اتاق نصب می‌شود تا دمای اتاق‌ها را مانیتور کرده و در نتبجه یک سیگنال پسخور (فیدبک) به کنترلر ارسال می‌کند تا از تأمین دمای اتاق‌ها اطمینان حاصل شود.